# Мацлаинсдорфер плац
Мацлаинсдорфер плац је трг у Бечу, који се налази између Десетог и Петог бечког округа. На овом тргу налази се железничка станица и важно чвориште градских саобраћајница и линија градског превоза.

## Историја
На месту данашњег трга се некада налазила Капија Мацлаинсдорф са капелом Јоханеса Непомука. Ова капија је изграђена 1748. године на темељима старије капеле Лудовика (саграђене 1623. године). У близини се налазила пијаца сена и сламе (данас Теодор-Кернер-Хоф).
После Другог светског рата почела је темељна реконструкција саобраћајног чвора, која је завршена 1951. године првом фазом изградње дела бечког појаса који испод Мацлаинсдофер плаца, од тада, иде подземно у две траке.

Шездесетих година 20. века започета је друга фаза изградње, при чему је трамвајска пруга постављена испод земље. Пробне вожње у новом тунелу, од Зидтиролер плаца до Ајхенштрасе, са краком кроз Клибер гасе до Виднер Хаупт штрасе, и испод њега до Јохан Штраус гасе, почеле су 4. новембра 1968. У исто време, подвожњак је проширен на четири траке. Изградња саобраћајног чворишта на Мацлаинсдорфер плацу завршена је 19. септембра 1969. године.
- Мацлаинсдорфер плац крајем 19. века.
- Капела на "Линији Мацлаинсдорф", 1890. године.
- Цртеж Ф. Копалика "Линија Мацлаинсдорф",
- Совјетске трупе на Мацлаинсдорфер плацу, 10. август 1955. године.

## Железничка станица
Станица је отворена 1969. године изнад Мацлаинсдорфер плаца. Системом покретних степеница и лифтова, путницима су лако доступне трамвајске и аутобуске линије. Од децембра 2009. године на овој станици стају и регионални возови. Станица има наткривени централни перон са два колосека, до којих се са некадашње билетарнице у нивоу улице стиже покретним степеницама и лифтом.
- Саобраћајно чвориште и железнички надвожњак.
- Бечки појас у четири траке испод Мацлаинсдорфер плаца.
- Подземна станица за Баднер Бан.
- Прилазак станици.
- Перони за приградске и међуградске возове.
- Композиција Шнелбана на перону станице Мацлаинсдорфер плац.
- Тунел за трамвајски саобраћај.
- Трамвај на линији број 1.
- Прилаз подземним станицама из Триестер штрасе.
- Реновирана зграда железничке станице "Мацлаинсдорфер плац", снимљена 29. јуна 2022. године.

## Везе јавног путничког превоза

### Линије међуградских возоваАустријске железнице
- Од Винер Нојштата до Чешке републике

### Приградска железница (Шнелбан)
- S1: Мајдлинг - Марчег
- S2: Медлинг - Мистелбах
- S3: Винер Нојштат - Холабрун
- S4: Винер Нојштат - Тулнерфелд
- S80: Хителдорф - Аспен

### Трамваји
- 1: Пратер Хаупталеја - Штефанм Фадингер плац
- 6: Бург гасе-Штатхале - Гајерек штрасе
- 18: Бург гасе-Штатхале- Шлахтхаус гасе
- 62: Бечка опера - Карлсплац - Лајнц, Волкерсбергер штрасе
- Баднер бан: Бечка опера - Баден

### Градски аутобуси
- 14А: Нојбаугасе - Ројманплац
- Н6: Западна железничка станица - Енкплац (ноћна линија)
- Н62: Кернтнер Ринг, Бечка опер - Хермес штрасе (ноћна линија)

### Приградски аутобуси
- Линије: 261, 303, 309, 1155, 1158, 7860, 7900/G1, 7940, 7941

## Будућа станица метро линије У2
Метро станица на Мацлаинсдорфер плацу би требала да буде изграђена до 2028. године. Предвиђено је да буде привремена крајња тачка линије У2 док се она не продужи даље према југу до Винерберга или Гутаил Шодер гасе. Метро линија У2 ће пролазити испод железничке пруге и подземног трамвајског тунела. Планиране су директне пешачке везе са подземним станицама (метро и трамвај) и надземним станицама (перони за међуградске и приградске возове).

Изградња темеља за ову станицу метроа почела је у октобру 2018. године. Прва окна су ископана у пролеће 2020. године. Машина за бушење тунела је спуштена под земљу преко ових окна. 
- Изградња будуће станице на метро линији У2.
- Снимљено у мају 2022. године.
- Снимљено у септембру 2022. године.
- Снимљено у септембру 2022. године.